# Francesco Marenghi
Francesco Marenghi (Castell'Arquato, 24 marzo 1904 – 8 luglio 1988) è stato un politico italiano, eletto dalla I alla III legislatura della Repubblica Italiana alla Camera.

## Biografia
Laureato in scienze agrarie, funzionario pubblico. Impegnato in politica con la Democrazia Cristiana, alle elezioni politiche del 1948 viene eletto con la DC alla Camera dei deputati per la I legislatura repubblicana nella circoscrizione Parma-Modena-Piacenza-Reggio nell'Emilia. Conferma il proprio seggio anche alle elezioni del 1953 e a quelle del 1958. Conclude il mandato parlamentare nel 1963.
Muore l'8 luglio 1988 all'età di 84 anni.